# Kepa del Hoyo Hernández
Kepa del Hoyo Hernández (Almendralejo, 1970 - Badajoz, 31 de juliol de 2017) fou un activista polític basc d'origen espanyol, membre del komando Bizkaia de l'organització armada Euskadi Ta Askatasuna (ETA). Morí als 46 anys d'un infart miocardíac mentre practicava esport a la presó de Badajoz, recinte on complia condemna.

## Biografia
Nascut l'any 1970 a la localitat extremenya d'Almendralejo, es traslladà a viure al País Basc, concretament al poble de Galdakao, on es casà amb Ana Maite Sánchez i tingué un fill anomenat Peru. Fou detingut a Bilbao el 2 de febrer de 1998, juntament amb deu membres de l'organització, per integrar o facilitar informació al comando Biscaia d'ETA, responsable de l'assassinat de tres policies espanyols i un guàrdia civil, així com de l'elaboració d'informes sobre Carlos Iturgaiz, Xabier Arzalluz i Leopoldo Barrera. Per exemple, recavà informació perquè diversos alliberats assassinessin als policies Modesto Rico a Bilbao (febrer de 1997) i a Daniel Villar a Basauri (setembre de 1997). També se'l jutjà per un delicte d'homicidi en grau de temptativa per la preparació, en nom d'ETA, d'un atemptat mitjançant la col·locació d'explosius sota el vehicle d'un altre policia (cotxe bomba). L'Audiència Nacional espanyola el condemnà a una sentència acumulada de 30 anys de presó i, en el moment de la seva mort, en portava 19 de complerts, 15 dels quals al centre penitenciari de Badajoz.

### Mort i homenatge
Morí el matí del 31 de juliol de 2017, producte d'un infart miocardíac, quan realitzava esport amb altres interns del seu mòdul de la presó de Badajoz. Del Hoyo rebé l'atenció dels serveis mèdics penitenciaris i, posteriorment, el dels facultatius del servei d'emergència del 112 desplaçats fins al penal, sense que aquests aconseguiren reanimar-lo de l'aturada cardiorespiratòria.
El 2 d'agost de 2017 se celebrà l'acte d'homenatge a Galdakao, amb la presència de la seva dona i el seu fill, en el qual s'hi realitzà un aurresku a mode de reverència solemne. Durant l'acte intervingué el portaveu de la formació política Sortu Arkaitz Rodriguez, així com Roberto, company de militància ecologista a la dècada de 1980 en contra de la construcció de la central nuclear de Lemoiz, qui l'aconseguí veure a la presó dos dies abans de la seva mort després de no haver-ho pogut fer durant els 19 anys d'internament de Del Hoyo. En acabat, el professor i escriptor Mikel Etxaburu llegí un poema realitzat per l'homenatjat, mentre la cantant i acordionista Ines Osinaga interpretava la trikitixa. Posteriorment, Osinaga cantà «Lepoan hartu ta segi aurrera» mentre el públic assistent dipositava clavells vermells davant la fotografia del difunt. Poc després, al tanatori de Galdakao, una delegació política formada per representants de Sortu i EH Bildu, mostrà el seu condol a la família, hores abans que el cos fos incinerat.
El 5 d'agost de 2017, l'Esquerra abertzale convocà una manifestació d'homenatge, a Galdakao mateix, sota el lema «Agur eta ohore, Kepa. Espetxe politika hiltzailea!» (Adéu i honor, Kepa. Política penitenciària assassina!). Alguns dels participants que acompanyaren la marxa foren la diputada de la CUP Anna Gabriel i el responsable de Sortu pels presos d'ETA Antton López Ruiz (Kubati). A l'acte final, un portaveu de l'organització juvenil Ernai i una amiga del difunt el qualificaren de «gudari» (soldat basc) i exalçaren el seu compromís amb la causa basca. Tant la manifestació com l'acte foren permesos pel jutge de l'Audiència Nacional espanyola Ismael Moreno, després que desestimés la petició de Dignitat i Justícia de voler-la il·legalitzar per incórrer en enaltiment del terrorisme. El magistrat considerà la cita com una mostra de llibertat d'expressió, encara que va exigir a les forces de seguretat una vigilància constant sobre la marxa.
El dia abans al matí, coincidint amb el lloc i el dia d'inici de les festes patronals de Vitòria-Gasteiz, uns desconeguts penjaren al terrat de l'Església de San Miguel Arcángel una pancarta amb el retrat de Kepa del Hoyo i el lema «Ni uno más. Presoak kalera ya!» (Ni un més. Presos al carrer ja!), que poc després fou retirada.